# Encyclopedie van het hedendaagse Friesland
De Encyclopedie  van het hedendaagse  Friesland  is een Nederlandstalige encyclopedie over Friesland, uitgegeven in 1975, door Van Seijen uit Leeuwarden.
Deze encyclopedie was bedoeld als een voortzetting van de Encyclopedie van Friesland uit 1958, waarin gegevens van na 1954 niet waren opgenomen.
De encyclopedie telt 966 bladzijden en bestaat uit twee delen. Deel I is een compendium en bevat verder de onderwerpen onder A-N. Deel II bevat de onderwerpen onder O-Z en een aanhangsel over het Monumentenjaar 1975.

De hoofdredactie bestond uit Gerben Abma en Klaas Jansma. Abma was tevens de eindredacteur.